# Cireșu, Vâlcea
Cireșu este un sat în comuna Stroești din județul Vâlcea, Oltenia, România.
Etimologia  numelui este botanica de la  cires sau  prunus avium pe numele stiintific probabil fie prin numarul mare de ciresi existenti  sau  prin obiceiul ca cel care intemeiaza o localitate  sa planteze un pom...In secolul 19  harta topografica realizata de topografi austrieci  in timpul razboiului Crimeii cand  Tara Romaneasca a fost  ocupata de Austro Ungaria arata satul delimitat  astfel      Un nucleu situat in jurul  unui conac care se afla acolo unde se afla  biseica noua  spre Stroesti pana  aproape de casa lui Soceanu  cateva constructii  unde sta acum familia Ursescu   de asemenea pe partea dreapta   a paraului bisericii  din islaz pana la Cerna ,biserica de lemn  pe Valea Bisericii inca exista  si de asemenea se afla o moara la confluenta paraului  bisericii cu Cerna  inca se poate observa in zavoiul din marginea Cernii canalul ce aducea apa la stavilar...conacul Dragu inca nu exista  erau constructii acolo unde  este casa lui Jean Dragulescu   Boalda si Glod  aveau doar cateva  constructii  destul de rare  in schimb catunul Magura era destul de bine conturat   in zona actualei scoli catre campul Sandei case razlete ....Se infirma faptul ca biserica veche este datata  in 1782   probabil cea care a existat pe  Valea Bisericii este datata in acel an si de asemenea pe harta se pot observa constructii  care confirma faptul ca existau case pe dealuri....
Face parte din comuna Stroești, Vâlcea, situat pe valea râului Cerna în zona subcarpatică înaltă a județului Vâlcea. Satul este situat atât pe stânga cât și pe dreapta râului Cerna și este format din cătune bine delimitate. Probabil acestea s-au unit abia la sfârșitul secolului 19  pentru că așezarea satului a fost probabil la început pe dealuri pentru a ca sătenii să fie protejați de atacurile pașei de Vidin frecvente în veacurile trecute. 
Din spusele bătrânilor așezarea satului pe lunca râului Cerna s-ar fi făcut în vremea lui Cuza. Pe dealurile din jurul satului cresc livezi de pomi fructiferi iar pe crestele dealurilor se află păduri seculare de fagi și goruni alături de carpen, frasin și ulm. 
Satul are  5 cătune și anume : Ursulești, Boalda, Glod, Măgura, Chioasa și Satul Nou. Satul se afla asezat  la 4 km de Măgura Slătioarei, la 15 km de Horezu, zonă de importanță turistică deosebită prin două obiective UNESCO respectiv Mănăstirea Horezu și biserica Viorești (din localitatea Gorunești, cu celebra friză a potecașilor, amintind de ocupația austriacă a Olteniei după pacea de la Pasarowitz, când granița se afla chiar la Râpile Slatioarei, o forma geologică care se întinde pe versantul vestic și sudic al Măgurii, formată din șiroiri de noroi sălbatice ..alături de celelalte obiective turistice la fel de importante, respectiv mănăstirile Bistrița, Arnota și Polovragi, peșterile Muierilor, Polovragi și Liliecilor, Parcul Național Buila-Vânturarița. În Horezu se află de asemenea magazine cu produse artizanale printre care și celebra ceramică smălțuită multicolor care are motive florale, antropomorfe și zoomorfe din care amintim celebrul cocoș de Horezu. Ceramica are influențe orientale de la meșterii olari din vechime aduși de Constantin Brâncoveanu din Imperiul Otoman la construcția mănăstirii Horezu în secolul al XVII-lea. 
Nu exista atestare documentară certă a satului dar el exista  ca așezare în anul 1526  când satul Stroești este menționat într-un hrisov de danie al voievodului Radu de la Afumați către mănăstirea BISTRIȚA ..

## Biserici
Cel mai important monument este biserica cu hramul Sf. Cuvioasă Parascheva, o construcție impozantă făcută prin strădania locuitorilor satului, terminată în anul 1940 pe 16 noiembrie  prin ajutorul dat de generalul Dragu în memoria căruia s-a numit una din străzile satului. Printre ctitori întâlnim  pe Toma Lăbau (1861-1936) al cărui mormânt a fost vreme de 50 de ani singurul din apropierea bisericii ca semn de recunoștință pentru contribuția deosebită ce a avut-o la construcția bisericii..fost deputat între anii 1911-1912. Primele fonduri s-au strâns la bâlciul de Sf. Marie pe data de 15 august 1905 din satul Pojogi, sat  reședință de comună de care a aparținut satul până când a fost trecut alături de satul Pojogi la  comuna Stroești în anul 1946 ..cărămida s-a făcut în cuptoare chiar în curtea bisericii iar tâmplăria s-a realizat manual de meșterii localnici Constantin Ciocu, Solomon Dumitru(Somolica) și Constantin Petrescu.

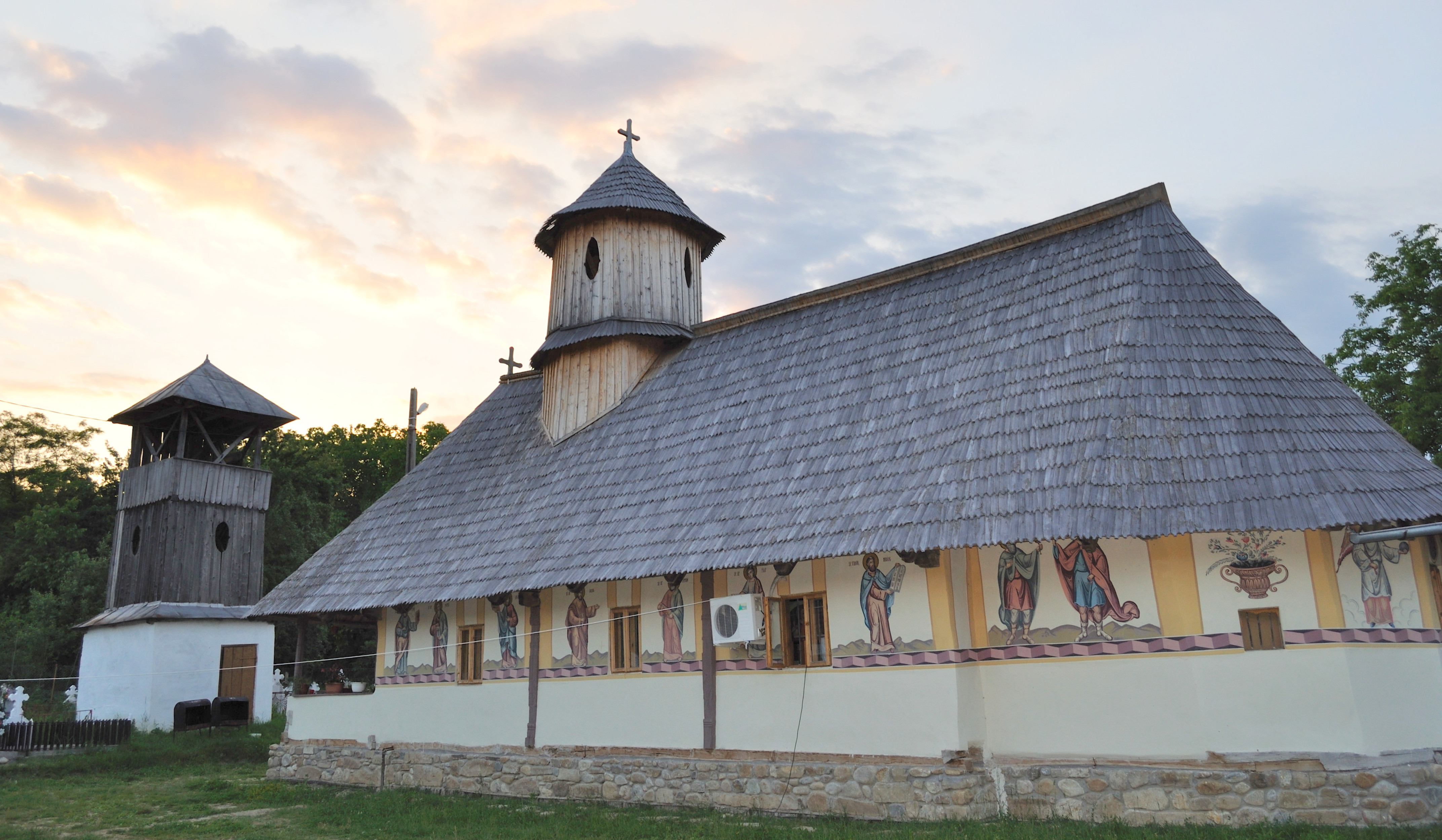
Biserica de lemn (monument istoric)

În curtea bisericii se află o cruce de piatra inscripționată cu litere chirilice datată în anul 1773 .
A doua biserică monument istoric din sec 18 (1782) este biserica veche  construcție din lemn pictată în  sec. al 19...au existat alte trei biserici de lemn  în cătunele Măgura, Chioasa și  Ursulești (crucea altarului din cătunul Ursulești a fost vizibilă până în anii 1980 în curtea lui Mătușoiu Gheorghe) iar din spusele bătrânilor cimitirele s-au strămutat la biserica veche...această biserică s-a renovat în anul 2008, pictura și structura de rezistenta s-a refăcut, preot paroh fiind Nicolae Belbu. Este construită din lemn de stejar cu pridvor și tencuită la interior și exterior ca majoritatea bisericilor din nordul Olteniei din acea perioadă, iar pictura s-a refăcut la restaurare, cea existentă fiind datată la sfârșitul sec. 19.

## Legende
Din legendele locului sunt de menționat cele legate de haiducii celebri ca Iancu Jianu, Ursanu și alții chiar din sat ca cel numit Vulpeanu, după cum spunea Constantin Curteanu, haiduci care străbăteau pădurile ce înconjoară satul și care păduri sunt și acum  încă sălbatice. De fapt viața satului s-a schimbat radical abia după anul 1970, până atunci fiind o lume patriarhală parcă încremenită în timp. Satul apare menționat în Romania Pitorească când Alexandru Vlahuță în secolul 19 a vizitat satul și în care porțile țărănești  sunt descrise în toată frumusețea lor, din păcate acestea sunt astăzi dispărute: este vorba de porți monumentale din lemn de stejar în fața caselor țărănești. 

## Tradiții
Existau încă până în anul 1974-80 ocupațiile tradiționale  ale femeilor, în mod deosebit ce constau în cusutul ștergarelor țărănești, al iilor sau al altor podoabe care erau și un fel de mândrie a gospodinei și o oglindă a hărniciei și priceperii tinerelor fete. Altădată se organizau șezători frumoase unde vecine și prietene se adunau, îndeosebi în serile lungi de iarnă, ca să coasă, să toarcă și să țeasă aceste minunate costume populare care se purtau încă cu mândrie de fete și femei până în anii 80.

## Vezi și
- Biserica de lemn din Cireșu, Vâlcea

## Galerie foto

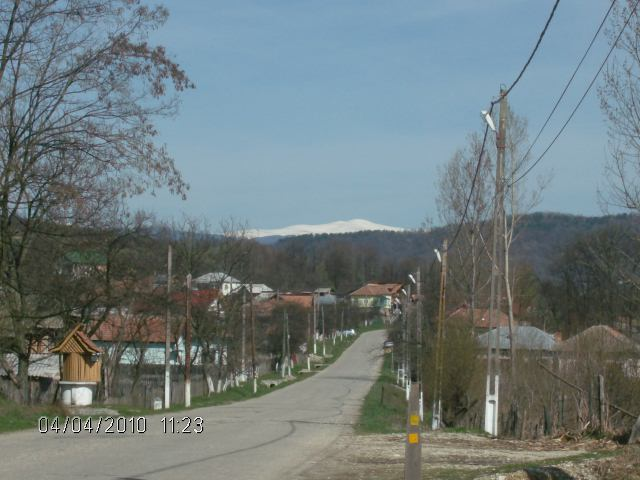
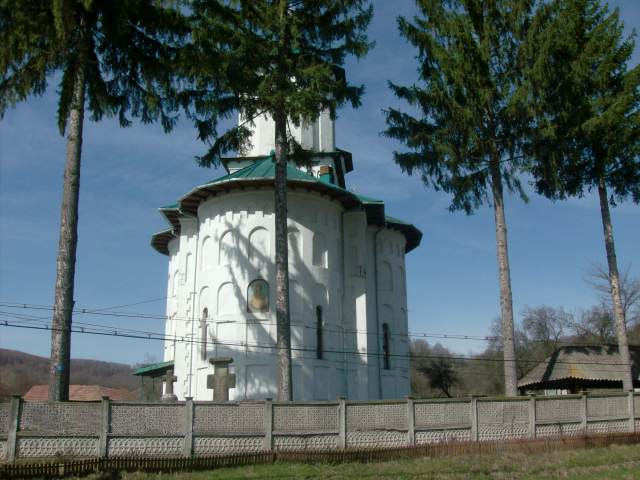
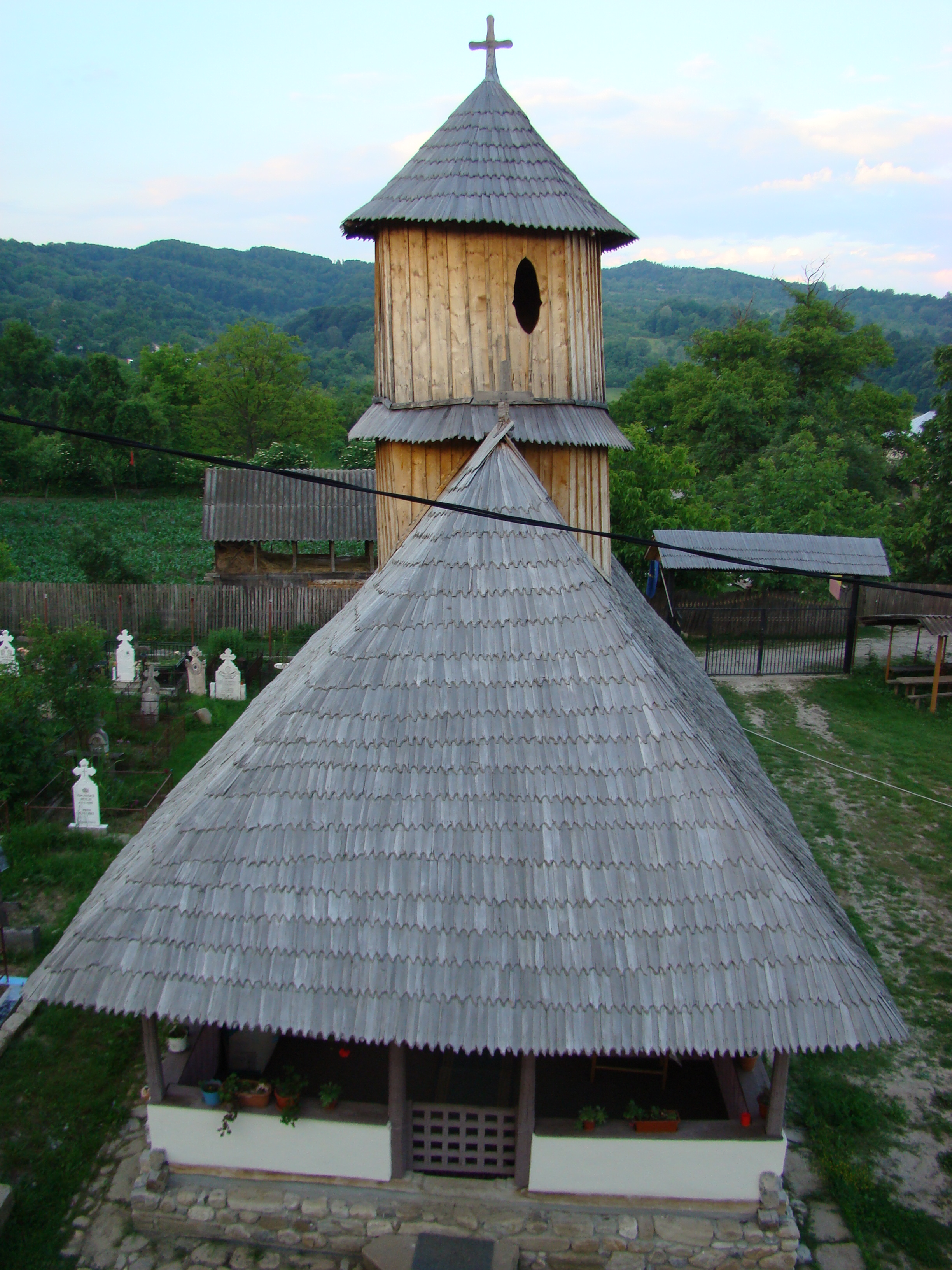
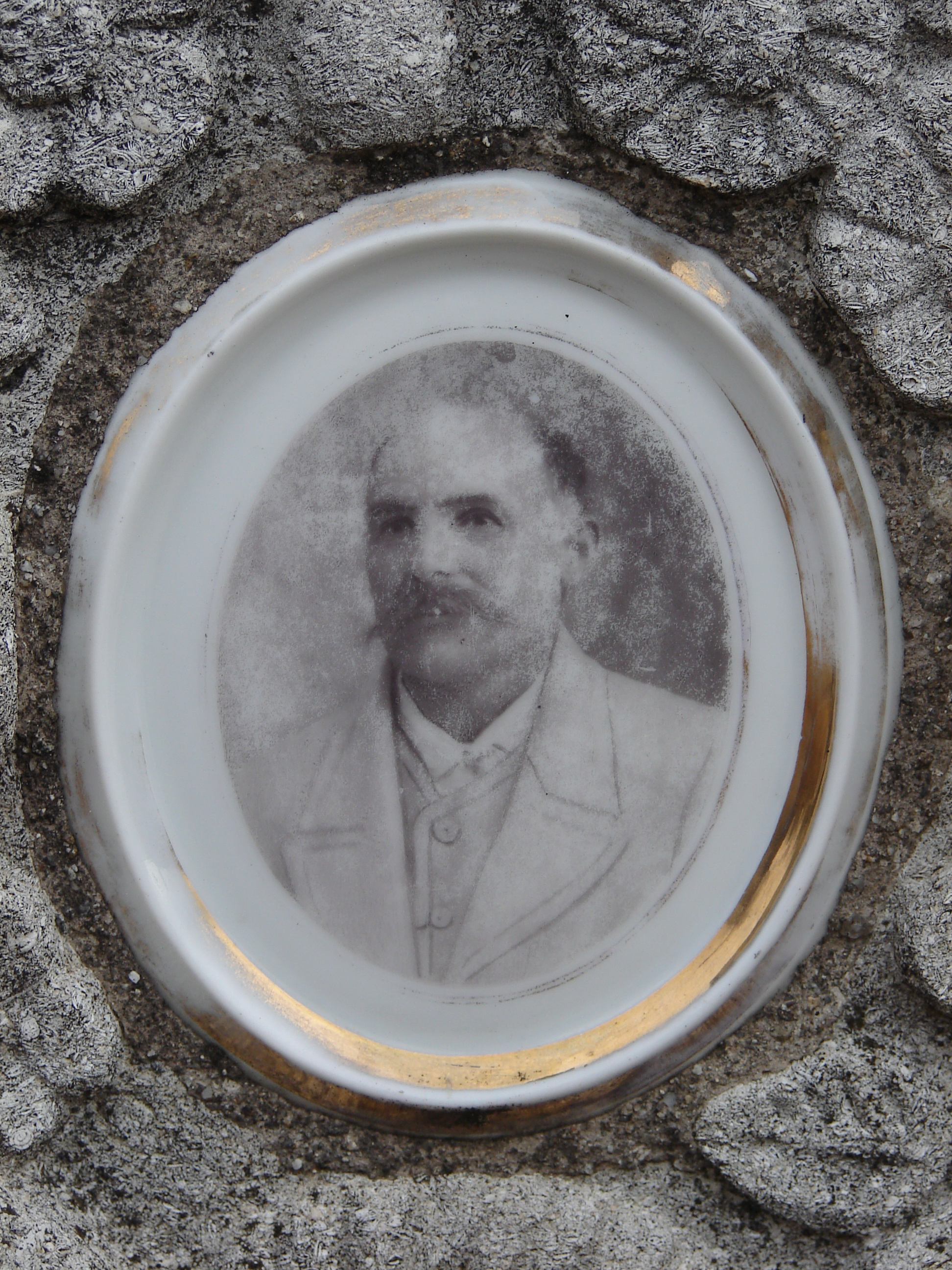
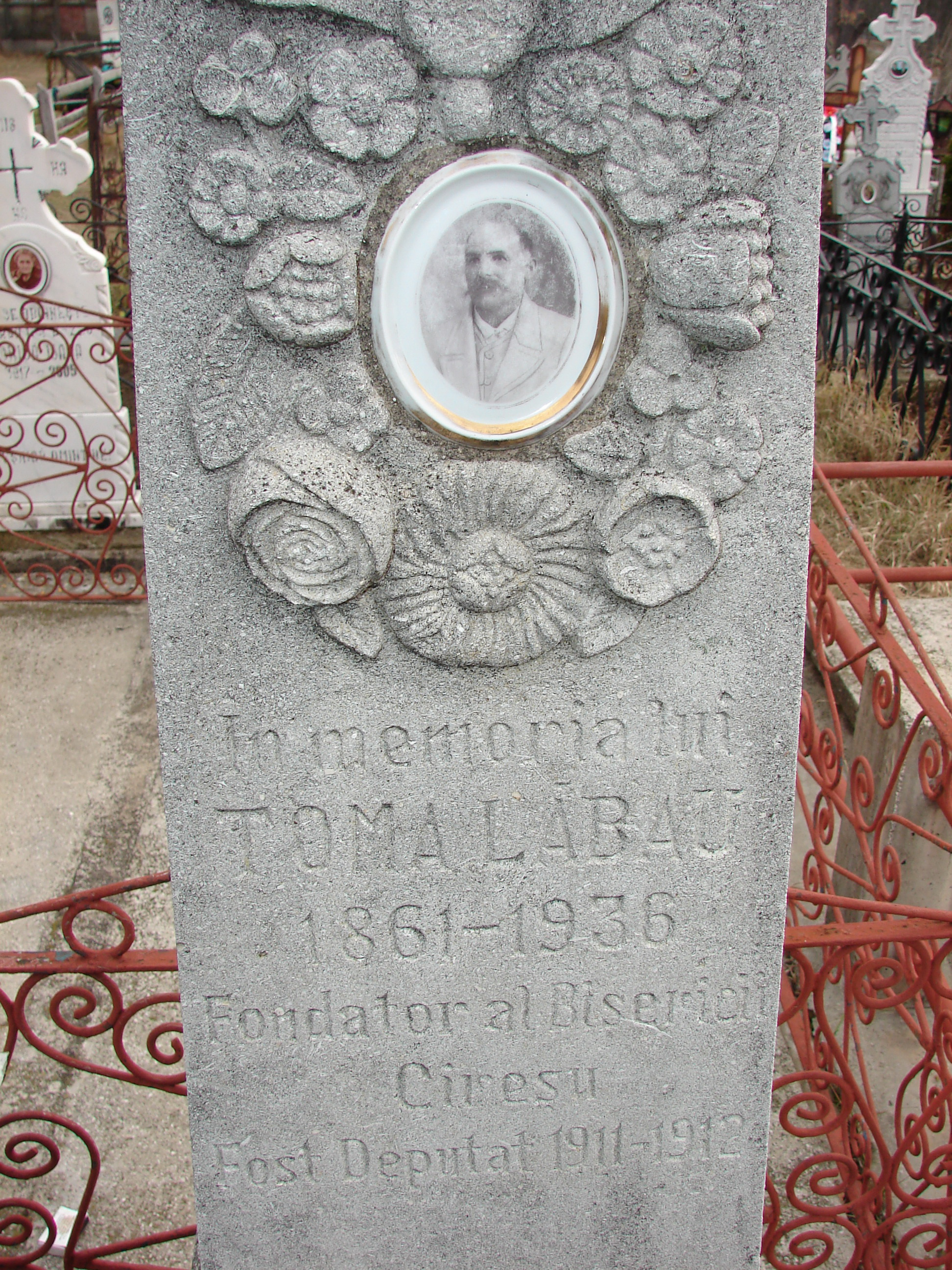